# Deep Ellum
Deep Ellum est le nom d'un quartier de la ville de Dallas au Texas (États-Unis). Situé à côté du centre-ville, il est devenu depuis quelques années un quartier de loisir entre Exposition Park et Bryan Place. 